# Блэк, Дэн
Дэн Блэк (англ. Dan Black; род. 16 ноября 1976, Бакингемшир) — британский певец.

## Биография
Будущий фронтмен The Servant родился и вырос в маленькой деревушке, в графстве Бакингемшир.
Вот что он говорит о своём детстве:
«Я увлекся музыкой очень рано. У отца была приличная коллекция пластинок. Еще мальчишкой я слушал Beatles, Rolling Stones, Боба Дилана, мне очень нравились Принс, Дэвид Боуи, Jane's Addiction, Лу Рид (Lou Reed) и Velvet Underground. Я переслушал тонны хип-хопа. Вот чем я никогда не интересовался, так это гитарным роком».
В школе со сверстниками у него складывались трудные отношения и в 16 лет Дэна исключили.
Через два года он переехал в Лондон и поступил в колледж искусств. Уже тогда он имел мечту о собственной группе:
«Когда я приехал в Лондон, мне хотелось только одного — играть в своей команде. Одно время я играл сразу в трех группах, а по вечерам записывал дома собственные песни на 4-дорожечном магнитофоне»

## Творчество

### The Servant
Дэн отыскал через знакомых и объявления двух единомышленников — бас-гитариста Мэтта Фишера и барабанщика Тревора Шарпа, с которыми и создал «специфически английский вариант поп-группы» — The Servant.
Дэн Блэк стал лидером этой группы.
Со своей группой начал записываться в 2000, тогда же и появились два мини-альбома: Mathematics и With the Invisible.
Второй диск записывался уже с новым гитаристом Крисом Барроузом.
В 2004 году вышел альбом The Servant.
29 сентября 2006 года вышел новый альбом The Servant How To Destroy A Relationship. Перед этим, 2 июля 2006 года, вышел одноимённый сингл.

### Planet Funk
Дэн Блэк сотрудничал с итальянской хаус-командой Planet Funk, тогда только начинавшей свою карьеру. Голос Дэна можно услышать в четырёх треках, представленных на дебютном альбоме группы «Non Zero Sumness»:
- The Switch
- Inside All The People
- Paraffin
- Who Said

В том же году он также совершил международный тур с группой в поддержку этого альбома
Одним из самых фантастических событий в его жизни стало грандиозное шоу в Риме с участием Planet Funk на правах хедлайнеров, собравшее почти миллион человек.
В 2005 Дэн участвовал также в записи альбома The Illogical Consequence. Он исполнил вокальные партии в следующих треках:
- Trapped Upon the Ground
- Peak
- Out On The Dancefloor

Участие в записи альбома Static Дэн уже не принимал, так как был занят записью альбома своей группы.

### Настоящее время
В настоящее время на MySpace доступны три композиции Дэна:
- Yours
- Hypntz
- Wonder

Кроме того, на первые два трека записаны клипы.

## Дискография

### Альбомы
| Год  | Альбом                        | Группа      | Тип                   | Треки                                                 |
| ---- | ----------------------------- | ----------- | --------------------- | ----------------------------------------------------- |
| 1999 | Mathematics                   | The Servant | студийный мини-альбом | Все                                                   |
| 2000 | With The Invisible            | The Servant | студийный мини-альбом | Все                                                   |
| 2002 | Non Zero Sumness              | Planet Funk | студийный             | The Switch, Inside All The People, Paraffin, Who Said |
| 2004 | The Servant                   | The Servant | студийный             | Все                                                   |
| 2005 | The Illogical Consequence     | Planet Funk | студийный             | Trapped Upon the Ground, Peak, Out On The Dancefloor  |
| 2005 | Winter                        | сольный     | студийный             | все                                                   |
| 2006 | How To Destroy A Relationship | The Servant | студийный             | Все                                                   |
| 2009 | Best Of                       | Planet Funk | студийный             |                                                       |
| 2009 | Un                            | Сольный     | студийный             |                                                       |

### Синглы
| Год  | Сингл                           | Группа      | Альбом                        | Год выхода альбома |
| ---- | ------------------------------- | ----------- | ----------------------------- | ------------------ |
| 2000 | «Chase the Sun»                 | Planet Funk | Non Zero Sumness              | 2002               |
| 2001 | «Inside All the People»         | Planet Funk | Non Zero Sumness              | 2002               |
| 2001 | «In a Public Place»             | The Servant | With The Invisible            | 2000               |
| 2001 | «Milk Chocolate»                | The Servant | With The Invisible            | 2000               |
| 2002 | «Who Said (Stuck In The UK)»    | Planet Funk | Non Zero Sumness              | 2002               |
| 2003 | «The Switch»                    | Planet Funk | Non Zero Sumness              | 2002               |
| 2003 | «Paraffin»                      | Planet Funk | Non Zero Sumness              | 2002               |
| 2003 | «Orchestra»                     | The Servant | The Servant                   | 2004               |
| 2003 | «Liquefy»                       | The Servant | The Servant                   | 2004               |
| 2005 | «Cells»                         | The Servant | The Servant                   | 2004               |
| 2006 | «How To Destroy A Relationship» | The Servant | How To Destroy A Relationship | 2006               |
| 2007 | «Hey Lou Reed»                  | The Servant | How To Destroy A Relationship | 2006               |
| 2009 | «Symphonies»                    | Сольный     | Un                            | 2009               |